# 2Cellos
2Cellos je bio hrvatski instrumentalni duo koji su činili violončelisti Luka Šulić i Stjepan Hauser.

## Početak
Luka Šulić i Stjepan Hauser upoznali su se još u adolescentskim danima i zajedno pohađali Muzičku akademiju u Zagrebu. Šulić je kasnije došao na londonsku Kraljevsku glazbenu akademiju (eng. Royal Academy of Music), a Hauser na Kraljevsko sveučilište u Manchesteru (eng. Royal Northern College of Music). Nakon dugogodišnjeg sviranja klasične glazbe na violončelima, odlučili su obraditi pjesmu "Smooth Criminal" Michaela Jacksona. Snimka je u siječnju 2011. postala izuzetno veliki hit na YouTubeu, s više od tri milijuna prikaza u prva dva tjedna. Odlučili su se za obradu pop/rock pjesama, nakon dužeg razmišljanja i želje, da naprave nešto novo i originalno u glazbi, što nisu mogli samo sviranjem klasičnih glazbenih kompozicija.

## Karijera
Pod izdavačkom kućom Sony Masterworks, snimili su svoj prvi album u svibnju 2011. godine. Na albumu su obrade pjesama U2-a, Guns N' Rosesa i Nine Inch Nailsa, Stinga, Coldplaya, Nirvane i dr. Prva dva singla s albuma bile su pjesme "Smooth Criminal" i "Welcome to the Jungle."
Od ljeta 2011. sudjeluju na turneji engleskog pjevača Eltona Johna na njegov osobni zahtjev, nakon što je čuo njihovu snimku i preložio im suradnju. Do sada su nastupili više od 100 puta na koncertima Eltona Johna širom svijeta.
Nastupili su u velikom broju talk-showa, od kojih su prvi bili "The Ellen DeGeneres Show" 25. travnja 2011. i show Pereza Hiltona: "Perez TV" nekoliko dana prije toga. Nastupali su na glazbenom festivalu iTunes u Londonu, 25. srpnja 2011.
Izveli su pjesmu "Smooth Criminal" u američkoj TV seriji za mlade Glee u trećoj sezoni u epizodi pod nazivom "Michael", emitiranoj 31. siječnja 2012. godine. Oni su prvi instrumentalni glazbenici, koji su gostovali u toj seriji.
Od 2011. godine s 2Cellos, u dijelu njihova programa, kao bubnjar nastupa i Dušan Kranjc.
Prigodom obilježavanja Dana državnosti 2014. Ivo Josipović odlikovao ih je Redom Danice Hrvatske s likom Marka Marulića.
Godine 2022. duo se razišao u korist razvoja zasebnih karijera.

## Diskografija
Studijski albumi
- 2Cellos (2011.)
- In2ition (2012.)
- Celloverse (2015.)
- Score (2017.)
- Let There Be Cello (2018.)

Koncertni albumi
- Live at Arena Zagreb (2013.)

EP
- iTunes Festival: London 2011 (2011.)

## Vanjske poveznice
- Službena stranica (engl.)